# كعب بن زيد
كعب بن زيد بن قيس بن مالك الخزرجي الأنصاري صحابي جليل من قبيلة الخزرج من الأنصار شهد مع النبي محمد ﷺ غزوة بدر وغزوة أحد وغزوة الخندق وقُتِل فيها شهيداً.